# Ernst Pedersen
Ernst Vidar Pedersen (Vadsø, 8 dicembre 1954) è un dirigente sportivo ed ex calciatore norvegese, di ruolo difensore.

## Biografia
È il padre di Morten Gamst Pedersen, anch'egli calciatore.

## Carriera
Pedersen ha vestito la casacca del Bodø/Glimt. Con questa maglia, in data 27 agosto 1978 ha effettuato il proprio esordio nelle competizioni europee per club, nella vittoria per 4-1 sull'Union Luxembourg in una sfida valida per l'edizione stagionale della Coppa delle Coppe.
Dal 1980 al 1981 è stato in forza al Vålerengen, per cui ha complessivamente disputato 38 partite, senza realizzare alcuna rete. Con questa maglia, ha contribuito alle vittorie del Norgesmesterskapet 1980 e della 1. divisjon 1981.
A novembre 2005 è entrato nella dirigenza del Bodø/Glimt, ricoprendo questo incarico fino al mese di dicembre 2008.

## Palmarès

### Competizioni nazionali
- Coppa di Norvegia: 1

Vålerengen: 1980
- Campionato norvegese: 1

Vålerengen: 1981